# Proboscidioides
Sous-genre
Proboscidioides (du grec « proboskis » qui signifie trompe) est un sous-genre de plantes à fleurs du genre Phalaenopsis et de la famille des orchidées.

## Description et botanique
Espèces épiphytes ou lithophytes à feuillage caduc dans la nature avec une colonne se terminant par une excroissance proéminente en forme de trompe et l'extrémité du lobe médian sans appendice.
Ce sous-genre est l'équivalent de la section Proboscidioides dans le classement des Phalaenopsis publié par  Sweet en 1980 ainsi que dans celui de  Rolfe datant de 1886  (Gardener's Chronicle).

## Espèces botaniques
- Phalaenopsis lowii